# 로스앨러모스
로스앨러모스(Los Alamos)는 미국 서부 뉴멕시코주 중북부에 있는 인구 1만 2천 명 정도의 작은 도시다. 한글 표기로 '로스 알라모스'로도 많이 쓰이고 있다. 로스앨러모스 군의 군청소재지이다.
주도 샌타페이 북쪽 약 35마일(56km) 떨어진 산간지방의 해발 2,231m 지점에 있다. 미국 정부는 이 지역이 외부와 고립되어 있고 자연조건이 적합하다고 판단하여, 이 곳에 1942년 로스앨러모스 국립 연구소를 설치하였다. 이 곳의 연구소에서 맨해튼 계획에 의해 최초의 원자폭탄이 개발되었다. 시는 직원들을 위한 거주지가 형성되면서 건설되었다. 지금도 산간지대에 있는 조용한 연구도시로 최근에는 원자력 외에도 각종 첨단 과학 분야의 연구가 이루어지고 있다.

## 역사
이 지역에는 일찍이 12세기에서 16세기에 이르도록 푸에블로 인디언의 선조 아나사지 인디언이 살던 땅이었다. 반델리어 내셔널 모뉴먼트는 그들의 유적지로 보존되고 있다. 1880년경 스페인 사람들이 이 지역에 와서 살기 시작했다. 1918년 애셔리폰드(Ashley Pond)가 이곳에 청소년을 위한 로스앨러모스 랜치학교(Los Alamos Ranch School)를 세워서 25년간 운영해 왔다. 이로 인해서 이곳 지명이 'Los Alamos'라고 지어진 것이다. Los Alamos란 스페인어로서 그 뜻은 영어의 커튼우드(Cottonwoods)라는 나무다, 이 나무는 포플러(Poplar) 종류에 속하는데 꽃이 진 후 맺혀지는 씨가 솜같은 털이 달려 바람에 날려 떨어져서 솜(Cotton)과 나무(Wood)를 부쳐서 커튼우드라고 부르게 되었는데 뉴멕시코 리오그란데강 주변에 많은 나무다. 1943년 랜치학교와 주변 지역이 연방정부의 맨해튼 계획을 위한 연구소 부지로 정해지고 원자탄 개발을 위한 연구소가 비밀리에 세워졌다. 1945년 원자탄이 개발되어 첫 실험을 뉴멕시코 남쪽에 있는 사막에서 7월 16일 했고 이어서 일본 히로시마에 8월 6일, 나가사키에 8월 9일 원자폭탄을 투하해서 14만명의 사망자를 내었고 2차 세계 대전이 종식되게 되었다. 로스앨러모스 연구소는 더욱더 확장되어 오늘에 와서는 국방 관계 연구 외에 에너지, 컴퓨터, 기초과학 분야에 많은 연구를 하는 연구소가 되었다. 1949년 로스앨러모스 군이 뉴멕시코주의 32번째 군으로 정해졌다.

## 지리와 인구

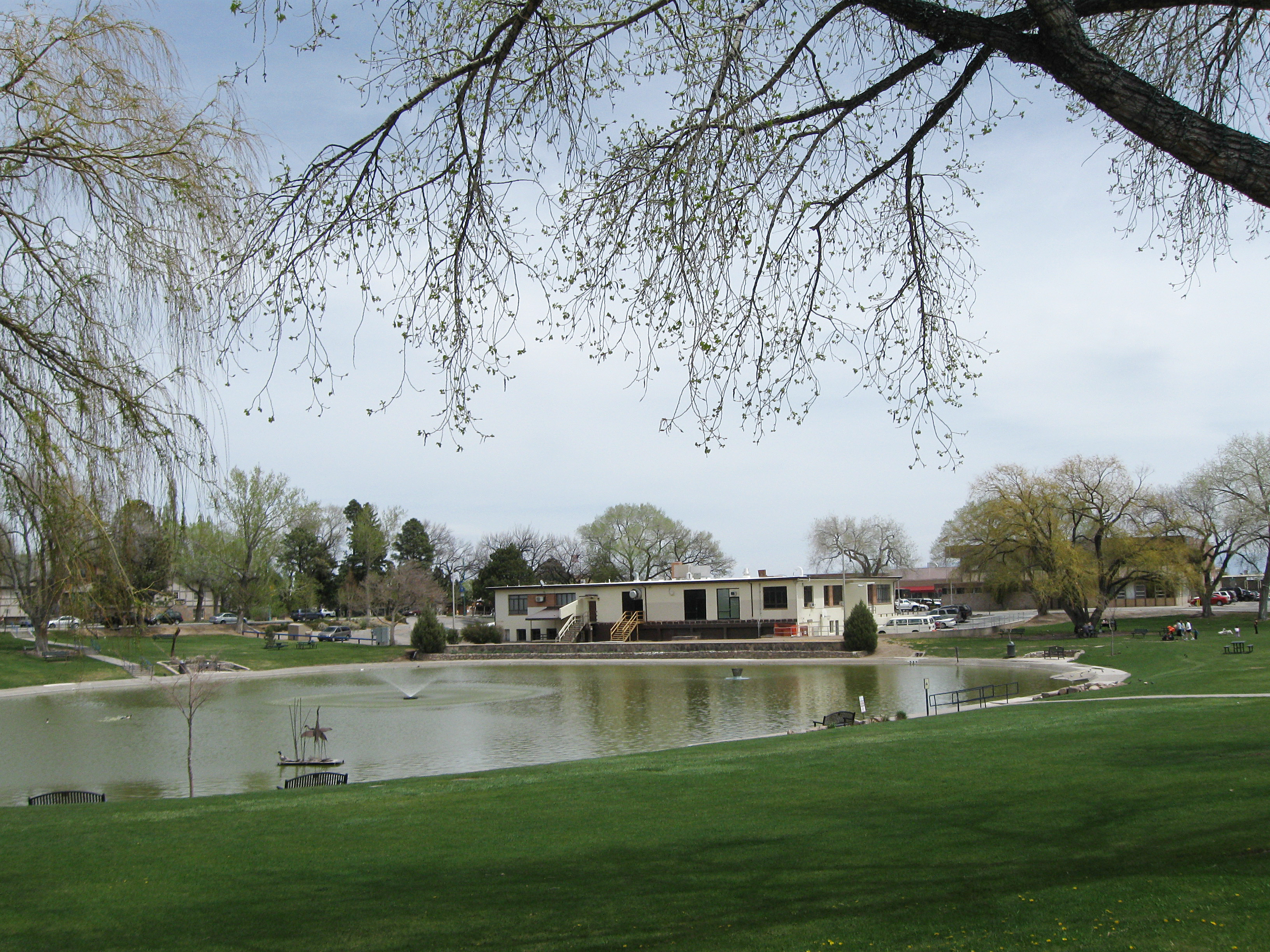
시내에 있는 애셔리폰드 공원(Ashley Pond Park)

로스앨러모스는 샌타페이 서북쪽 약 35마일(56km) 떨어진 해발 2,231m(7320ft)의 고원지대에 있다. 앨버커키에서의 거리는 93마일 (150km)이 된다. 헤이메즈 산밑에 있는 네 개의 메사 언덕 위에 연구소와 주택지가 자리 잡고 있다. 로스앨러모스의 인구 증가에 따라 주택지가 부족해서 1963년 남쪽에 있는 화이트 록(White Rock)을 개발해서 인구 6천여 명의 신흥 주택 지역을 개발하게 되었다.
연구소때문에 생긴 도시인 까닭에 전체 인구의 44%가 과학자거나 기술계통의 직업을 가진 사람이 된다. 교육 수준도 높다. 전체 인구의 62.1%가 대졸 이상이다. 석사학위 가진 사람이 20.6%, 박사학위는 16.7%가 된다. 가구 당 년 수입이 $92,355로서 뉴멕시코주 평균치 $43,028보다 훨씬 높다. 인구조사 결과를 보면 백인이 85.9%, 흑인이 0.6%, 원주민 인디언이 0.8%, 아시아인이 7.2%(그중 중국이 3.4%, 한국은 1.0%)이며 히스패닉만을 따로 보면 14.6%가 된다.

### 인구
| 연도 | 인구   | ±%    |
| ---- | ------ | ----- |
| 1970 | 11,310 | —     |
| 1980 | 11,039 | −2.4% |
| 1990 | 11,455 | +3.8% |
| 2000 | 11,909 | +4.0% |
| 2010 | 12,019 | +0.9% |
| 2015 | 11,814 | −1.7% |

### 기후
| Los Alamos, New Mexico (1942-2006)의 기후               | Los Alamos, New Mexico (1942-2006)의 기후 | Los Alamos, New Mexico (1942-2006)의 기후 | Los Alamos, New Mexico (1942-2006)의 기후 | Los Alamos, New Mexico (1942-2006)의 기후 | Los Alamos, New Mexico (1942-2006)의 기후 | Los Alamos, New Mexico (1942-2006)의 기후 | Los Alamos, New Mexico (1942-2006)의 기후 | Los Alamos, New Mexico (1942-2006)의 기후 | Los Alamos, New Mexico (1942-2006)의 기후 | Los Alamos, New Mexico (1942-2006)의 기후 | Los Alamos, New Mexico (1942-2006)의 기후 | Los Alamos, New Mexico (1942-2006)의 기후 | Los Alamos, New Mexico (1942-2006)의 기후 |
| 월                                                      | 1월                                       | 2월                                       | 3월                                       | 4월                                       | 5월                                       | 6월                                       | 7월                                       | 8월                                       | 9월                                       | 10월                                      | 11월                                      | 12월                                      | 연간                                      |
| ------------------------------------------------------- | ----------------------------------------- | ----------------------------------------- | ----------------------------------------- | ----------------------------------------- | ----------------------------------------- | ----------------------------------------- | ----------------------------------------- | ----------------------------------------- | ----------------------------------------- | ----------------------------------------- | ----------------------------------------- | ----------------------------------------- | ----------------------------------------- |
| 역대 최고 기온 °F (°C)                                  | 65 (18)                                   | 69 (21)                                   | 73 (23)                                   | 80 (27)                                   | 92 (33)                                   | 95 (35)                                   | 94 (34)                                   | 91 (33)                                   | 90 (32)                                   | 84 (29)                                   | 72 (22)                                   | 64 (18)                                   | 95 (35)                                   |
| 일평균 최고 기온 °F (°C)                                | 40 (4)                                    | 43 (6)                                    | 50 (10)                                   | 59 (15)                                   | 68 (20)                                   | 78 (26)                                   | 81 (27)                                   | 78 (26)                                   | 73 (23)                                   | 62 (17)                                   | 49 (9)                                    | 41 (5)                                    | 60 (16)                                   |
| 일일 평균 기온 °F (°C)                                  | 29 (−2)                                   | 33 (1)                                    | 38 (3)                                    | 46 (8)                                    | 56 (13)                                   | 65 (18)                                   | 68 (20)                                   | 66 (19)                                   | 60 (16)                                   | 50 (10)                                   | 38 (3)                                    | 30 (−1)                                   | 48 (9)                                    |
| 일평균 최저 기온 °F (°C)                                | 19 (−7)                                   | 22 (−6)                                   | 27 (−3)                                   | 34 (1)                                    | 43 (6)                                    | 52 (11)                                   | 56 (13)                                   | 54 (12)                                   | 48 (9)                                    | 38 (3)                                    | 27 (−3)                                   | 20 (−7)                                   | 37 (3)                                    |
| 역대 최저 기온 °F (°C)                                  | −18 (−28)                                 | −17 (−27)                                 | −3 (−19)                                  | 8 (−13)                                   | 24 (−4)                                   | 32 (0)                                    | 40 (4)                                    | 31 (−1)                                   | 25 (−4)                                   | 6 (−14)                                   | −14 (−26)                                 | −13 (−25)                                 | −18 (−28)                                 |
| 평균 강수량 인치 (mm)                                   | 0.9 (23)                                  | 0.8 (20)                                  | 1.1 (28)                                  | 1.0 (25)                                  | 1.2 (30)                                  | 1.3 (33)                                  | 3.0 (76)                                  | 3.7 (94)                                  | 1.8 (46)                                  | 1.5 (38)                                  | 0.9 (23)                                  | 0.9 (23)                                  | 18.1 (460)                                |
| 평균 강설량 인치 (cm)                                   | 12.0 (30)                                 | 9.3 (24)                                  | 10 (25)                                   | 4.5 (11)                                  | 0.6 (1.5)                                 | 0.0 (0.0)                                 | 0.0 (0.0)                                 | 0.0 (0.0)                                 | 0.0 (0.0)                                 | 2.0 (5.1)                                 | 5.0 (13)                                  | 10.6 (27)                                 | 54.0 (137)                                |
| 평균 강수일수                                           | 5                                         | 6                                         | 7                                         | 6                                         | 7                                         | 7                                         | 13                                        | 15                                        | 8                                         | 6                                         | 5                                         | 5                                         | 90                                        |
| 출처 1: Western Regional Climate Center - Temperature   |                                           |                                           |                                           |                                           |                                           |                                           |                                           |                                           |                                           |                                           |                                           |                                           |                                           |
| 출처 2: Western Regional Climate Center - Precipitation |                                           |                                           |                                           |                                           |                                           |                                           |                                           |                                           |                                           |                                           |                                           |                                           |                                           |

## 박물관

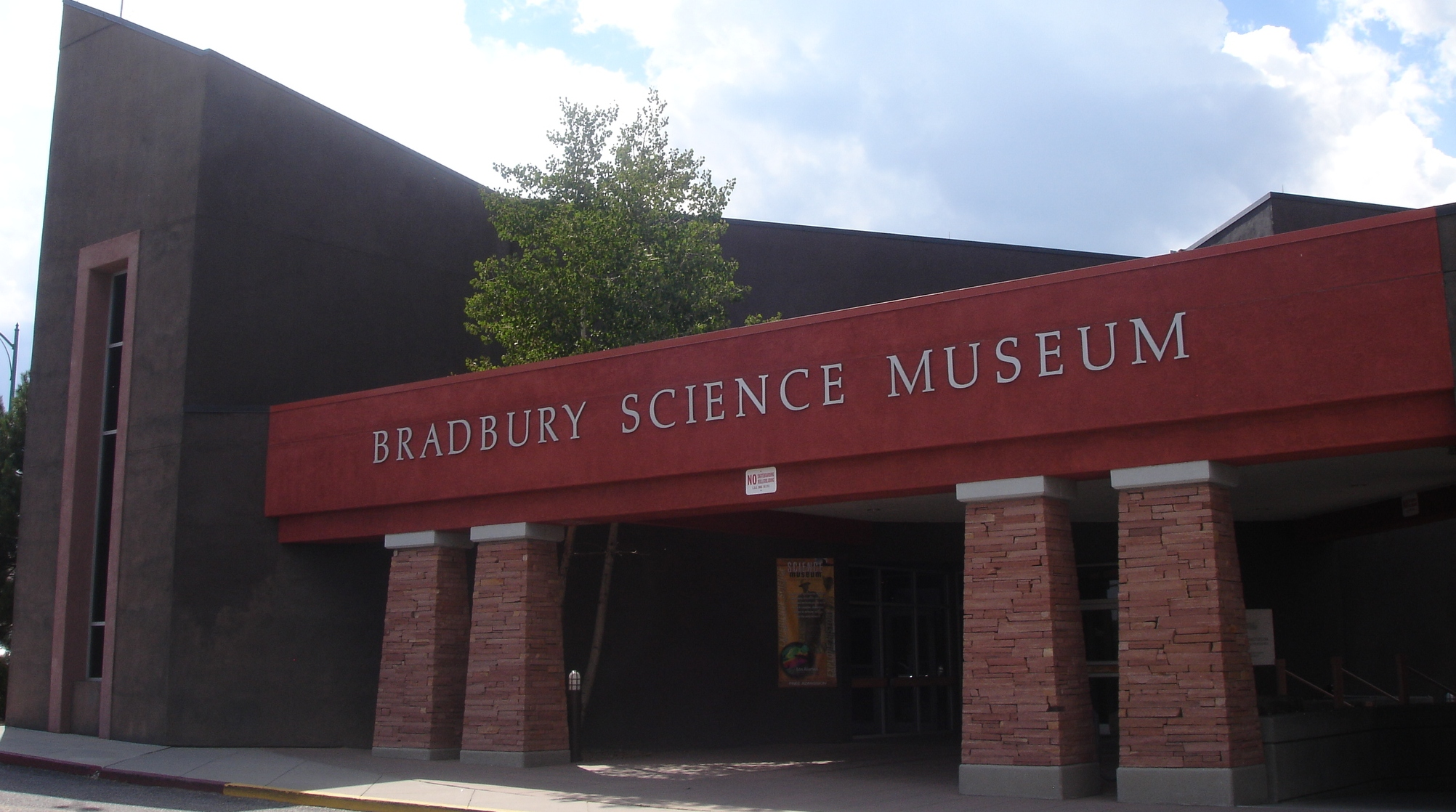
브레드버리 과학 박물관

- 브레드버리과학박물관(Bradbury Science Museum)
로스앨러모스연구소의 역사와 핵 물리과학 분야의 많은 자료를 전시하고 있는 박물관이다. 일본에 투하했던 두 개의 원자폭탄 모형도 있다.[6]
- 로스앨러모스 역사박물관(Los Alamos Historical Museum)
이지역의 역사자료를 전시한 박물관이다. 옛날의 렌치학교의 부속 건물이었던 방문객 숙소 건물을 쓰고 있다.[7]

## 국립연구소
로스앨러모스 국립 연구소의 연혁을 요약하면 아래와 같다.
1. 1942년 그로브 장군(General Groves)과 초대 연구소장 오펜하이머(Oppenheimer)은 로스 앨러모스의 렌치학교 자리를 연구소가 설 자리로 확정했다.
2. 전국에 산재한 과학자를 모아서 맨해탄 계획을 수행했다. 연구소 직원수는 천여명에 달했다. 기밀 유지를 위해 모든 우편물의 주소는 산타페 사서함 1663을 썼다.
3. 트리니티(Trinity) 코드 이름으로 준비해온 최초의 핵폭탄 실험을 알라모고르도 북쪽 사막에서 1945년 7월 16일에 해서 핵 시대의 문을 열었다.
4. 맨해탄 계획으로 제조한 리틀보이(Little Boy)와 퍁맨(Fat Man)이 히로시마와 나가사키 공격에 쓰였다.
5. 1945년 2대 소장에 노리스 브래드버리(Norris Bradbury)부임했다.
6. 1950년 로렌스 리버모어 연구소가 세워져서 공동 연구를 하게 되었다.
7. 1952년 태평양에서 수소폭탄 실험을 했다.
8. 1987년-1991년 지열발전의 연구로 Hot Dry Rock기술을 개발했다.

현재(2011년) 연구소의 직원수는 9천명을 넘고 계약직원도 650명이 된다. 년간 투입되는 예산은 22억불이며 연구소가 차지하는 면적은 40 평방 마일이 된다.

## 라스 콘차스 산불
2011년 6월 26일 로스알라모스 인근 지역 산속 라스 콘차스에서 산불이 일어 났다. 라스 콘차스 산불은 연구소와 도시를 위협하며 번져서 6월 26일 전 도시민의 대피령을 내렸다. 약 1주일 뒤 주민들은 귀가 할 수 있었다. 도시와 연구소는 피혜를 입지 않았으나 헤이메즈(Jemez) 산의 넓은 지역의 산림이 피혜를 입었다.

## 자매결연도시
- 소비에트 연방의 사로프(Sarov) : 소련의 핵과학 연구소가 있는 도시

## 같이 보기
- 로스앨러모스 국립 연구소